# Обычный зубарик
Обычный зубарик, или хиэна, или полосатый клюворыл (лат. Diplodus puntazzo), — вид лучепёрых рыб семейства спаровых.
Распространён в Атлантическом океане и его морях.
Тело удлиненно-округлое, высокое, сжатое с боков. Линия спины за головой крутая, брюхо плоское, хвостовой стебель короткий, низкий. Спинной плавник длинный. Основания грудных и брюшных плавников приближенные, из них грудные — длинные, брюшные — короткие. Голова большая, рыло заостренное, рот небольшой. На обеих челюстях однорядные зубы: впереди по 8 узких длинных и направленных вперёд, с каждой стороны около 15 очень мелких и заостренных. Длина тела до 50 см, вес до 3—4 кг. Продолжительность жизни около 10 лет. Тело серовато-серебристое, на боках по 5—8 узких продольных чёрных полосок, на боках хвостового стебля большие чёрные пятна.
Находится в основном в прибрежных участках моря, на глубине до 150 метров, чаще всего на глубинах 6—10 метров. Держится среди подводных скал, поросших водяными растениями. Перед нерестом образует небольшие стаи. Нерестится в течение августа—сентября; в этот период агрессивный. В половых железах зубарика есть как мужские так и женские половые клетки, но созревает только один вид клеток, гермафродитизм не наблюдался. Растёт довольно быстро: длина тела и масса в октябре составляют соответственно 10—14 см и 40—90 г, в конце 2-го года жизни — 20—23 см и 240—330 г, на 8—9 году — 30—32 см и 900—950 г. Молодь питается планктонными и бентосными организмами, личинками других рыб; взрослые особи — водорослями, также рыбой, моллюсками, ракообразными.
Промышленного значения не имеет. Вид занесён в Красную книгу Украины.